# Biserka Višnjić
Biserka Višnjić (n. 10 octombrie 1953, Trogir, Cantonul Split-Dalmația, Croația) este o handbalistă ce a reprezentat Republica Socialistă Federativă Iugoslavia, medaliată olimpică. A participat la 2 ediții ale Jocurilor Olimpice (1980, 1984) în care a câștigat 1 medalie de aur și 1 medalie de argint.